# Angelica Berriot
Angelica Berriot, née le 2 juillet 1999 à Reims, est une athlète française, spécialiste du saut en longueur. Elle partage sa vie avec la championne du monde de basket 3x3 Coline Franchelin.

## Biographie
Championne de France cadette en 2016, elle remporte les championnats de France juniors en plein air et en salle en 2017. Cette même année, à dix-huit ans, elle se classe deuxième des championnats de France en salle élite à Bordeaux, devancée par Haoua Kessely. Elle se classe 7e des championnats d'Europe juniors à Grosseto en Italie.
En 2018, elle obtient deux nouveaux titres de championne de France junior, en salle et en extérieur.
Elle est sacrée championne de France du saut en longueur à l'occasion des championnats de France en salle 2024 à Miramas, en portant son record personnel à 6,55 m. Elle porte ce record à 6,59 m le 22 mai à Marseille, et à 6,65 m le 25 mai à Bruxelles. Elle remporte les championnats de France en salle 2025 à Miramas pour la deuxième année consécutive avec une marque à 6m40.
Toujours accompagnée par sa coach Tamara Bagnarol, elle s’entraîne chaque semaine avec rigueur pour décrocher de nouveaux titres et faire tomber de nouveaux records.

## Palmarès

### National
- Championnats de France d'athlétisme :
  - Saut en longueur ː 3e en 2023
- Championnats de France d'athlétisme en salle :
  - Saut en longueur ː vainqueur en 2024 et 2025 ; 2e en 2017

## Records
| Épreuve          | Performance | Lieu      | Date        |
| ---------------- | ----------- | --------- | ----------- |
| Saut en longueur | 6,65 m      | Bruxelles | 25 mai 2024 |